# Club Calcio Catania 1964-1965
Questa voce raccoglie le informazioni riguardanti il Club Calcio Catania nelle competizioni ufficiali della stagione 1964-1965.

## Stagione
La stagione 1964-1965 è l'apoteosi di Carmelo Di Bella, una stagione da mettere in cornice con un ottavo posto in Serie A. Al calciomercato estivo si incassano 70 milioni dalla cessione di Faustino Turra al Bologna. Dalla Reggiana in Serie C arrivano il difensore Renzo Fantazzi e la ventiseienne ala Carlo Facchin, in prestito dalla Lazio si pesca il centravanti Orlando Rozzoni, mentre salutano Catania Roberto José Battaglia, Armando Miranda e Giovanni Fanello. La squadra etnea costruisce il suo capolavoro al Cibali, dove ottiene undici vittorie, prima vittima del torneo la Juventus (3-1) alla terza giornata, ultima vittima i campioni in carica del Bologna, messi sotto (4-0) nell'ultima giornata di campionato. Il miracolo, Carmelo Di Bella lo concretizza con una coppia micidiale di ali da 25 reti, formata da Carlo Facchin e Giancarlo Danova, che hanno sparso il terrore nelle difese avversarie, più le 13 reti messe a segno dai centravanti, 7 da Salvador Calvanese e 6 realizzate da Orlando Rozzoni. Con 46 reti il Catania ha il quinto attacco più prolifico del campionato, che sarà vinto dall'Inter con 54 punti.

## Rosa
| N. |                    | Ruolo | Calciatore            |
| -- | ------------------ | ----- | --------------------- |
|    | Italia (bandiera)  | P     | Giuseppe Vavassori    |
|    | Italia (bandiera)  | P     | Pier Luigi Branduardi |
|    | Italia (bandiera)  | D     | Renato Rambaldelli    |
|    | Italia (bandiera)  | D     | Giampaolo Lampredi    |
|    | Italia (bandiera)  | D     | Remo Bicchierai       |
|    | Italia (bandiera)  | D     | Renato Alberti        |
|    | Italia (bandiera)  | D     | Sergio Codognato      |
|    | Italia (bandiera)  | D     | Giorgio Michelotti    |
|    | Brasile (bandiera) | C     | Cinesinho             |
|    | Italia (bandiera)  | C     | Franco Cordova        |

| N. |                      | Ruolo | Calciatore         |
| -- | -------------------- | ----- | ------------------ |
|    | Italia (bandiera)    | C     | Renzo Fantazzi     |
|    | Italia (bandiera)    | C     | Mario Samperi      |
|    | Italia (bandiera)    | C     | Domenico De Pierro |
|    | Italia (bandiera)    | C     | Giancarlo Magi     |
|    | Italia (bandiera)    | A     | Alvaro Biagini     |
|    | Italia (bandiera)    | A     | Giancarlo Danova   |
|    | Italia (bandiera)    | A     | Carlo Facchin      |
|    | Argentina (bandiera) | A     | Salvador Calvanese |
|    | Italia (bandiera)    | A     | Orlando Rozzoni    |

## Risultati

### Serie A

#### Girone di andata
| Arbitro: | Varazzani (Parma) |

|            |           |             |
| Lodetti 1’ | Marcatori | 90’ Facchin |

| Arbitro: | Ferrari (Milano) |

|                      |           |                  |
| Christensen 63’, 87’ | Marcatori | 35’, 49’ Facchin |

| Arbitro: | D'Agostini (Roma) |

|                                         |           |              |
| Danova 3’ Calvanese 59’ Rambaldelli 84’ | Marcatori | 74’ Da Costa |

| Arbitro: | De Robbio (Torre Annunziata) |

|                           |           |                       |
| Magi 38’ Facchin 64’, 76’ | Marcatori | 20’ Kölbl 65’ Bicicli |

| Arbitro: | Lo Bello (Siracusa) |

|                               |           |             |
| Bagatti 10’ Landri 69’ (rig.) | Marcatori | 21’ Facchin |

| Arbitro: | Grignani (Milano) |

|                        |           |                        |
| Danova 33’ Cordova 46’ | Marcatori | 75’ (aut.) Rambaldelli |

| Arbitro: | Genel (Trieste) |

|                      |           |                    |
| Francesconi 48’, 82’ | Marcatori | 86’ (rig.) Biagini |

| Arbitro: | Monti (Ancona) |

|            |           |  |
| Danova 42’ | Marcatori |  |

| Arbitro: | Righetti (Milano) |

|                       |           |  |
| Menti 76’ Vinicio 82’ | Marcatori |  |

| Bergamo 22 novembre 1964 10ª giornata | Atalanta          | 0 – 0 | Catania | Stadio Comunale\| Arbitro: \| Roversi (Bologna) \| |
| Arbitro:                              | Roversi (Bologna) |       |         |                                                    |

| Catania 29 novembre 1964 11ª giornata | Catania         | 0 – 0 | Varese | Stadio Cibali\| Arbitro: \| Rigato (Mestre) \| |
| Arbitro:                              | Rigato (Mestre) |       |        |                                                |

| Arbitro: | Sebastio (Taranto) |

|            |           |              |
| Danova 65’ | Marcatori | 88’ Trombini |

| Arbitro: | Campanati (Milano) |

|                                |           |             |
| Ferrini 40’ Poletti 51’ (rig.) | Marcatori | 48’ Rozzoni |

| Arbitro: | Righi (Milano) |

|  |           |            |
|  | Marcatori | 5’ Facchin |

| Arbitro: | De Robbio (Torre Annunziata) |

|  |           |                  |
|  | Marcatori | 27’, 71’ Orlando |

| Arbitro: | Sbardella (Roma) |

|                           |           |                                      |
| Calvanese 46’ Facchin 77’ | Marcatori | 12’ Suárez 18’ Mazzola 79’ Facchetti |

| Arbitro: | Pieroni (Roma) |

|                                |           |  |
| Nielsen 2’, 60’ Bulgarelli 41’ | Marcatori |  |

#### Girone di ritorno
| Arbitro: | D'Agostini (Roma) |

|            |           |             |
| Danova 37’ | Marcatori | 5’ Ferrario |

| Arbitro: | Varazzani (Parma) |

|                             |           |  |
| Facchin 34’, 83’ Danova 84’ | Marcatori |  |

| Arbitro: | Roversi (Bologna) |

|                                              |           |            |
| Da Costa 27’ Menichelli 33’, 55’, 89’ (rig.) | Marcatori | 54’ Danova |

| Arbitro: | Francescon (Padova) |

|                |           |               |
| Cappellini 18’ | Marcatori | 20’ Calvanese |

| Arbitro: | Lo Bello (Siracusa) |

|                                        |           |                              |
| Rozzoni 3’ Magi 25’, 36’ Calvanese 74’ | Marcatori | 18’ Gioia 87’ (rig.) Bagatti |

| Arbitro: | D'Agostini (Roma) |

|                   |           |  |
| Nené 23’ Cera 85’ | Marcatori |  |

| Arbitro: | Politano (Cuneo) |

|                                                          |           |  |
| Cinesinho 9’ Calvnese 38’ Facchin 64’ (rig.) Rozzoni 77’ | Marcatori |  |

| Arbitro: | Gonella (Asti) |

|            |           |  |
| Nocera 85’ | Marcatori |  |

| Arbitro: | Schinetti (Brescia) |

|                           |           |  |
| Rozzoni 17’ Calvanese 90’ | Marcatori |  |

| Arbitro: | Barolo (Bassano del Grappa) |

|                                       |           |            |
| Biagini 1’ Facchin 7’ Danova 73’, 83’ | Marcatori | 23’ Veneri |

| Arbitro: | Angonese (Mestre) |

|                             |           |  |
| Spelta 2’, 8’ Andersson 73’ | Marcatori |  |

| Arbitro: | Campanati (Milano) |

|              |           |  |
| Tomeazzi 70’ | Marcatori |  |

| Arbitro: | Acernese (Roma) |

|            |           |            |
| Danova 36’ | Marcatori | 23’ Meroni |

| Arbitro: | Francescon (Padova) |

|             |           |  |
| Rozzoni 21’ | Marcatori |  |

| Arbitro: | Politano (Cuneo) |

|                                                     |           |  |
| Morrone 56’ Hamrin 59’ Orlando 75’, 90’ Bertini 88’ | Marcatori |  |

| Arbitro: | De Robbio (Torre Annunziata) |

|                                                    |           |            |
| Mazzola 12’ Bedin 13’, 48’ Jair 36’ Domenghini 72’ | Marcatori | 2’ Rozzoni |

| Arbitro: | Di Tonno (Lecce) |

|                                          |           |  |
| Danova 5’, 40’ Calvanese 55’ Facchin 82’ | Marcatori |  |

### Coppa Italia
| Arbitro: | Sebastio (Taranto) |

|  |           |                                            |
|  | Marcatori | 51’ Lampredi 55’, 83’ Danova 88’ Calvanese |

| Arbitro: | Schinetti (Brescia) |

|           |           |  |
| Fogar 61’ | Marcatori |  |

## Statistiche

### Statistiche di squadra
| Competizione | Punti | In casa | In casa | In casa | In casa | In casa | In casa | In trasferta | In trasferta | In trasferta | In trasferta | In trasferta | In trasferta | Totale | Totale | Totale | Totale | Totale | Totale | DR |
| Competizione | Punti | G       | V       | N       | P       | Gf      | Gs      | G            | V            | N            | P            | Gf           | Gs           | G      | V      | N      | P      | Gf     | Gs     | DR |
| ------------ | ----- | ------- | ------- | ------- | ------- | ------- | ------- | ------------ | ------------ | ------------ | ------------ | ------------ | ------------ | ------ | ------ | ------ | ------ | ------ | ------ | -- |
| Serie A      | 32    | 17      | 11      | 4       | 2       | 36      | 15      | 17           | 1            | 4            | 12           | 10           | 36           | 34     | 12     | 8      | 14     | 46     | 51     | -5 |
| Coppa Italia |       | -       | -       | -       | -       | -       | -       | 2            | 1            | 0            | 1            | 4            | 1            | 2      | 1      | 0      | 1      | 4      | 1      | +3 |
| Totale       |       | 17      | 11      | 4       | 2       | 36      | 15      | 19           | 2            | 4            | 13           | 14           | 37           | 36     | 13     | 8      | 15     | 50     | 52     | -2 |

### Statistiche dei giocatori
| Giocatore      | Serie A  | Serie A | Coppa Italia | Coppa Italia | Totale   | Totale |
| Giocatore      | Presenze | Reti    | Presenze     | Reti         | Presenze | Reti   |
| -------------- | -------- | ------- | ------------ | ------------ | -------- | ------ |
| R. Alberti     | 2        | 0       | ?            | ?            | 2+       | 0+     |
| R. Bicchierai  | 28       | 0       | ?            | ?            | 28+      | 0+     |
| A. Biagini     | 29       | 2       | ?            | ?            | 29+      | 2+     |
| S. Calvanese   | 30       | 7       | ?            | ?            | 30+      | 7+     |
| Cinesinho      | 29       | 1       | ?            | ?            | 29+      | 1+     |
| S. Codognato   | 3        | 0       | ?            | ?            | 3+       | 0+     |
| F. Cordova     | 4        | 1       | ?            | ?            | 4+       | 1+     |
| G. Danova      | 26       | 12      | ?            | ?            | 26+      | 12+    |
| D. De Pierro   | 1        | 0       | ?            | ?            | 1+       | 0+     |
| C. Facchin     | 33       | 13      | ?            | ?            | 33+      | 13+    |
| R. Fantazzi    | 30       | 0       | ?            | ?            | 30+      | 0+     |
| G. Lampredi    | 31       | 0       | ?            | ?            | 31+      | 0+     |
| G. Magi        | 22       | 3       | ?            | ?            | 22+      | 3+     |
| G. Michelotti  | 22       | 0       | ?            | ?            | 22+      | 0+     |
| R. Rambaldelli | 33       | 1       | ?            | ?            | 33+      | 1+     |
| O. Rozzoni     | 14       | 6       | ?            | ?            | 14+      | 6+     |
| M. Samperi     | 3        | 0       | ?            | ?            | 3+       | 0+     |
| G. Vavassori   | 34       | -51     | ?            | ?            | 34+      | -51+   |